# Castell de Winendaele
El Castell de Wynendaele (château de Wynendaele o Kasteel van Wijnendale) és un castell de la província de Flandes Occidental, Bèlgica, situat a Wijnendale, en el municipi de Torhout.

## Comtes de Flandes i Namur, segles XI al XIV
El primer castell va ser construït per Robert I (c.1029-1093), comte de Flandes, a la fi del segle xi, s'utilitza com a base de les seves campanyes militars. Als segles xii i xiii, Wijnendale és la residència habitual dels Comtes de Flandes, entre ells Felip I (1143-1191). L'any 1297, Guiu de Dampierre (h. 1226-1305) va signar aquí un tractat amb el rei Eduard I d'Anglaterra (1239-1307).
L'any 1298 el castell va ser heretat pels Comtes de Namur. Va sofrir setges i desperfectes els anys 1302 i 1325. Blanca de Namur (h. 1316-1363), va passar la seva infància al castell. En ell va conèixer al que fos el seu espòs, Magnus II Eriksson (1316-1377) de Suècia.

## Ducs de Borgoña, Cléveris i Ravenstein, segles XV i XVI
Després d'un període d'abandonament, el comte Juan III de Namur va vendre el feu i el castell l'any 1407 a Joan I (1371-1419), duc de Borgonya, qui el va donar 3 anys més tard al seu gendre Adolf, duc de Cleves, com a part del dot del seu matrimoni amb la filla de Joan, María de Borgonya (1393-1466).
L'any 1463 el castell va passar als senyors de Ravenstein, una branca menor de la casa de Cléveris. Adolf de Cléveris, Senyor de Ravenstein (1425-1492), i el seu fill Felip de Cleves-Ravenstein van transformar el castell en una bella mansió.
Adolf va casar per segona vegada amb Anna, una tia il·legítima i institutriu de Maria de Borgonya (1457-1482), que residia de tant en tant a Wijnendale, igual que el seu fill Felip I de Castella (1478-1506). L'any 1482 María va morir aquí, d'una caiguda del seu cavall, accident que va canviar la història dels Països Baixos: sota el seu autoritari marit, l'emperador Maximilià I del Sacre Imperi Romanogermànic, va començar un període de més de 300 anys de govern Habsburg.
L'any 1528, mort Felip de Cléveris (1459-1528), senyor de Ravenstein, Wijnendale va tornar a la branca principal dels ducs de Cleves. Els seus parents Carles V (1500-1558) i María d'Habsburg (1505-1558) van residir ocasionalment al castell.
A la segona meitat del segle xvi, els ducs van perdre interès en les seves possessions flamenques i l'any 1578 part del castell va ser cremada pels protestants.

## Períodes francès i holandès
L'any 1792 els exèrcits revolucionaris francesos van envair els Països Baixos austríacs i van posar fi al sistema feudal. Charles Theodore va traslladar els béns del castell a les seves residències de Düsseldorf, Mannheim i Múnic. El castell es va convertir en propietat de l'estat francès. L'any 1811 les tropes franceses el van danyar tant que només van quedar les ruïnes.
El 1825, durant el període holandès, la finca va ser venuda a un grup industrial való, que tenia tots els arbres tallats, abans de fer fallida.

## Família Matthieu (de Wynendaele), segles XIX-XXI
L'any 1833 el domini va ser comprat per un banquer de Brussel·les, Josse-Pierre Matthieu (1784-1863), que va reconstruir el castell entre 1837 i 1852. El seu fill Joseph Louis Matthieu (1822-1894) el va transformar en 1877 i li va donar aquesta toc medieval, de gust romàntic.
En aquest castell, 25 de maig de 1940, va tenir lloc la ruptura de les converses entre el rei Leopold III de Bèlgica i els ministres Pierlot i Spaak. Fracassada l'ofensiva militar aliada contra els alemanys, que va portar a la derrota de l'exèrcit belga, els ministres van tractar en va de persuadir al rei perquè busqués amb ells refugi a França, des d'on continuarien la lluita els romanents de les forces belgues. Leopold III va romandre al país amb l'esperança que, pel seu prestigi, pogués influir en l'enemic amb la finalitat de defensar a Bèlgica de qualsevol intent de divisió orquestrada pels nazis, com van tractar de fer els prussians ja durant la primera guerra mundial (1914-1918).
El lloc està protegit com a monument nacional des del 22 de setembre de 1982.

## Galeria d'imatges

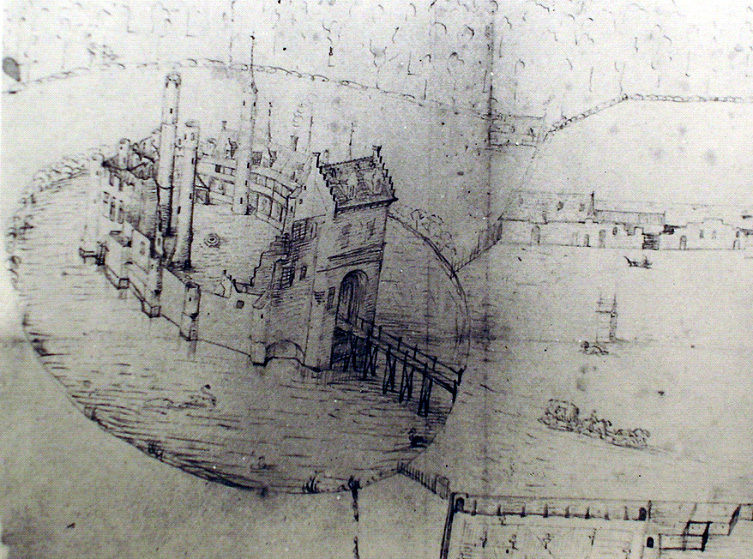
Dibuix del castell mitjà destruït (1612)
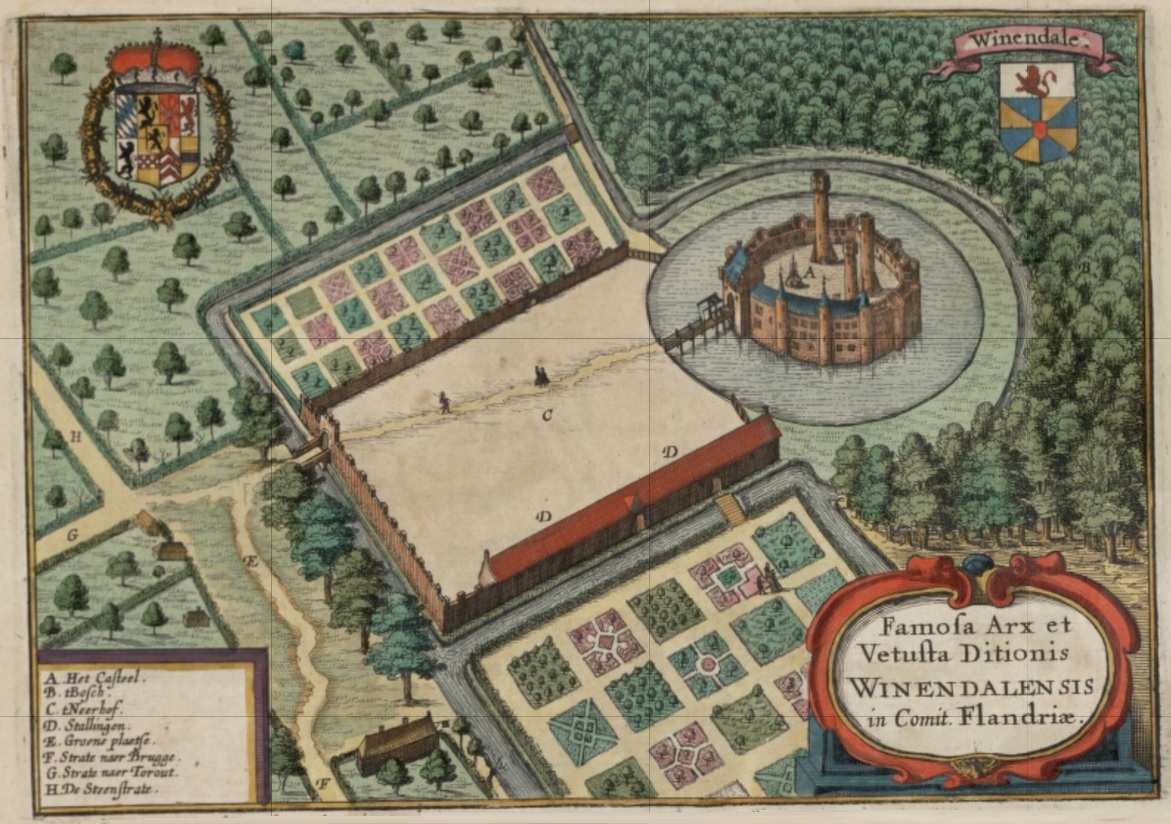
Castell de Winendaele l'any 1641
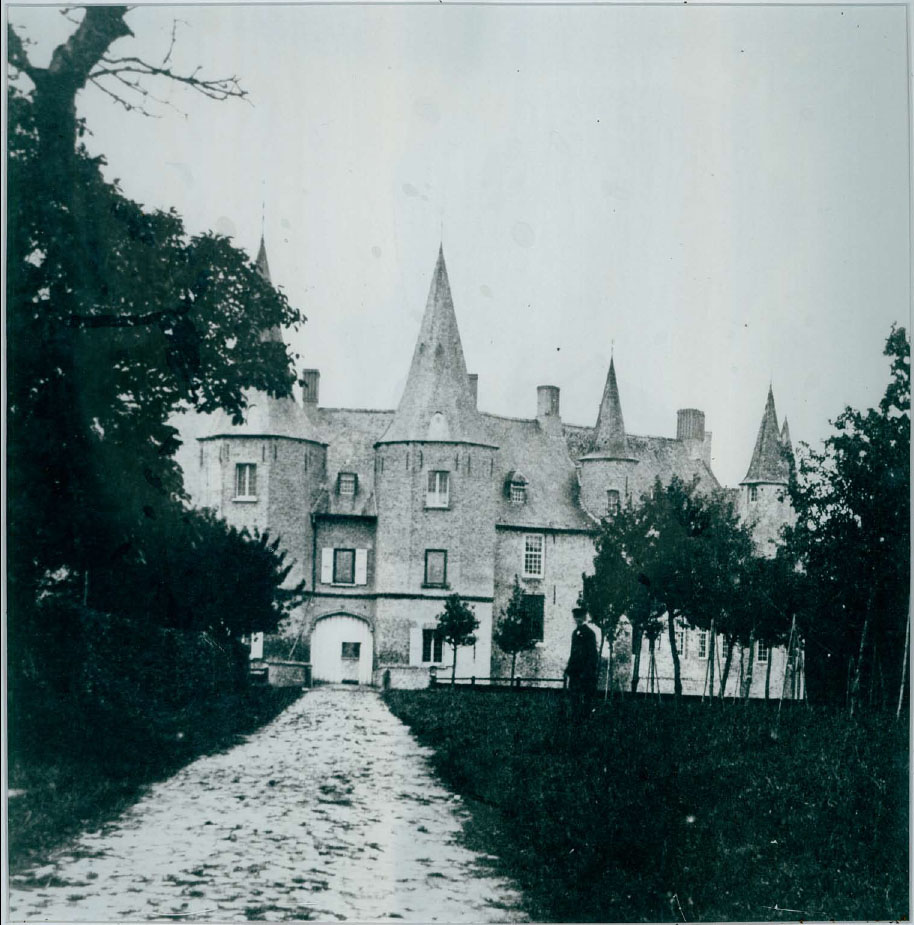
Folo del castell presa al voltant de l'any 1852
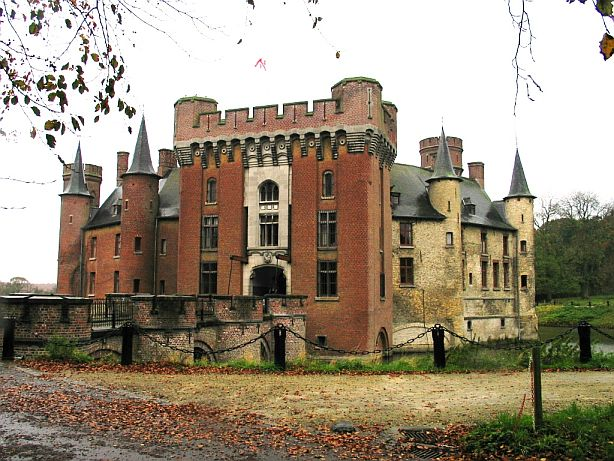
Castell Wynendaele
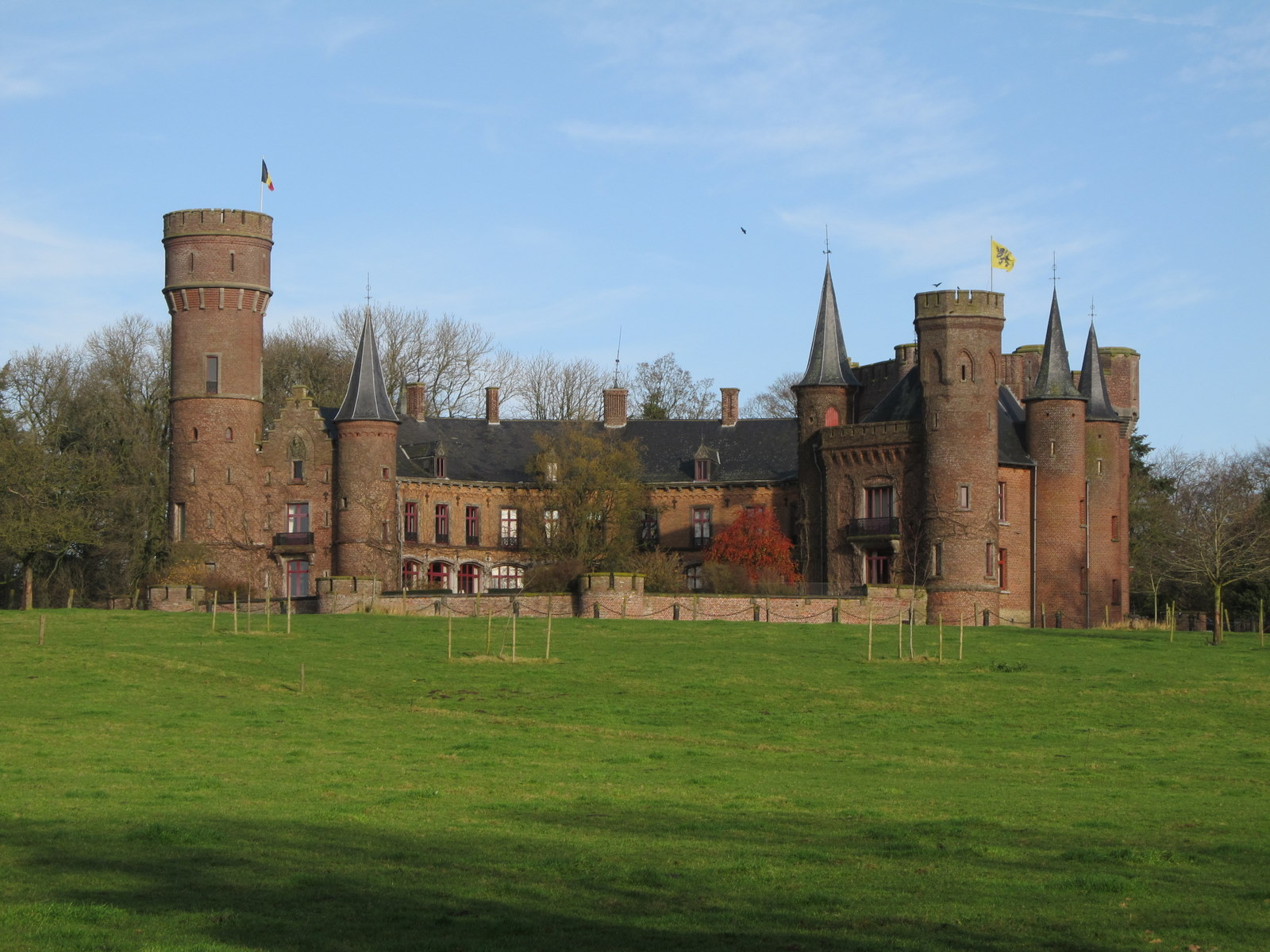
Vista del castell
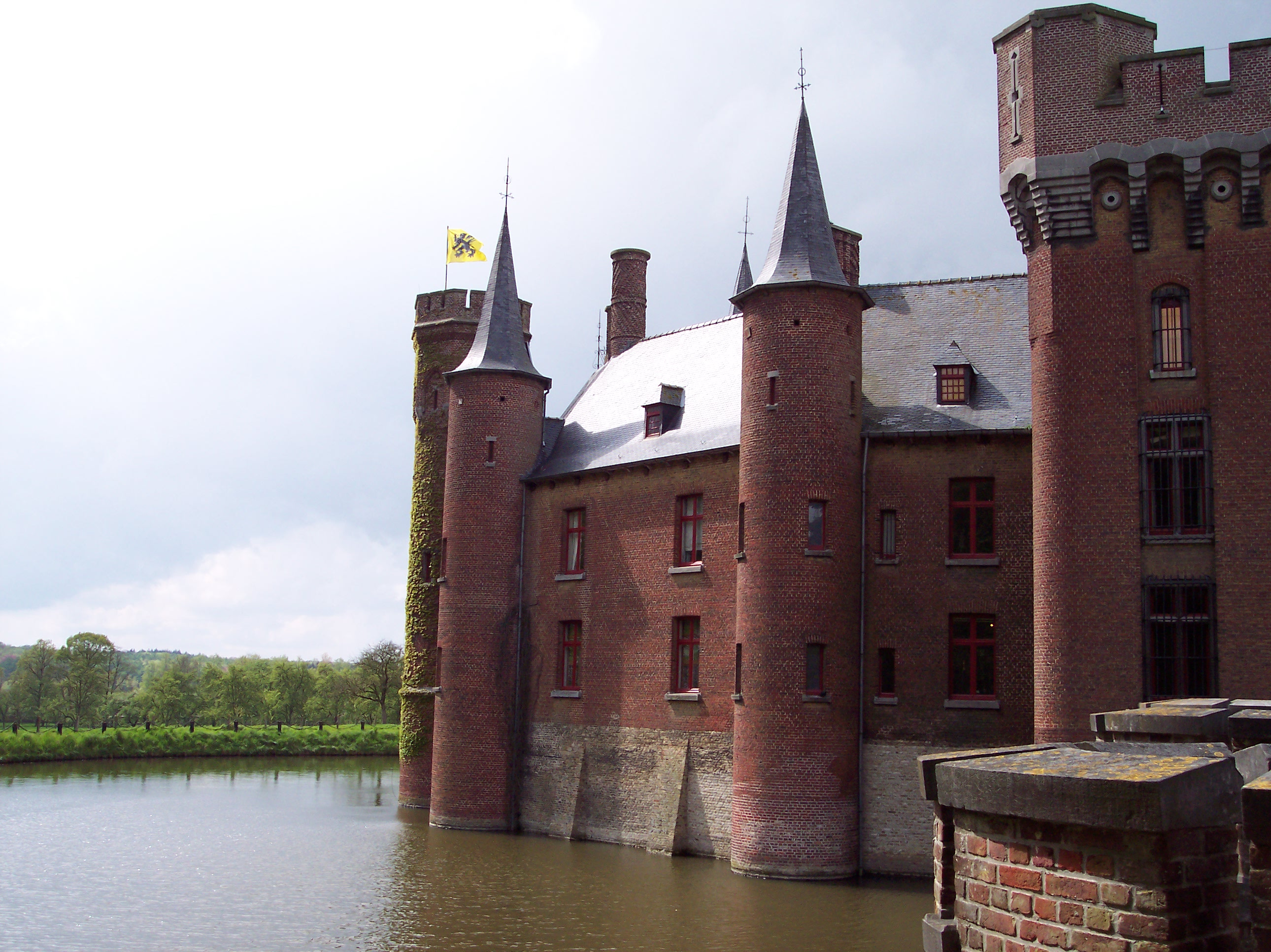
Castell i fossar d'aigua